# Jelka Bučić

Jelka Bučić (r. u Hvaru — 1943.), hrv. pripadnica pokreta otpora u drugome svjetskom ratu.

## Životopis
Rodila se je u Hvaru. Otac Jerko je bio prvi intendant Šibenskog kazališta, obnovljenog 1945. Majka Milka (Milica) r. Matavulj, zaljubljenica u dramski amaterizam i humanitarni rad, nećakinja je književnika Sime Matavulja. Otac Jerko, Hrvat s Hvara, po profesiji javni bilježnik, bio je svestrani samouki glazbenik i u prvim danima talijanske okupacije vodio je veliki mješoviti zbor u Šibeniku. Majka Milka, Srpkinja, bila je nositeljica kazališnog amaterizma u Šibeniku, dugogodišnja potpredsjednica Općinskog odbora Crvenog križa,  organizatorica dječjeg vrtića poslije prozvanog po njenoj kćeri.
Jelka je djelovala na području AFŽ Primoštena. Jelka je postala članica SKOJ-a. Otkako su Osovinske sile zaposjele Hrvatsku, nastavila je revolucionarnu djelatnost u Šibeniku. U ilegalnu djelatnost prešla je 1942. godine. Zatim se je prebacila na primoštensko i rogozničko područje. Ondje se je društveno-politički angažirala sve dok nije uhićena. Po uhićenju je mučena i ubijena 1943. godine. Ubili su ju četnici.

## Spomen
U rodnom joj je Hvaru danas posvećena jedna ulica u središtu grada. Dječji vrtić kraj zgrade Vodovoda u Šibeniku nosi njeno ime.